# Eric Losfeld
Éric Losfeld (Mouscron, Bélgica, 1923 - Paris, 1979) foi um publicador de livros franceses dos anos 60 e 70. Ele obteve reputação por publicar materiais através de sua editora Le Terrain Vague.
Éric fez parte do Manifesto dos 121 (Les Manifeste des 121, título completo:Déclaration sur le droit à l’insoumission dans la guerre d’Algérie), em que consistia numa carta aberta em que 121 personalidades intelectuais se manifestavam contra a Guerra da Argélia.

## Biografia
Ele primeiramente publicou Barbarella (1964), de Jean-Claude Forest, livro que chegou à ser proibido na época devido ao famigerado Comics Code Authority, que afirmava que as histórias em quadrinhos eram material infantil e não erótico. Losfeld se aproveitou de uma brecha na lei, que nada dizia sobre publicações eróticas em quadrinhos através de livros em formato álbum. Mesmo sendo um material mais caro, era de fácil acessibilidade à população e muito bem distribuído.
Após o sucesso do trabalho de Forest, Éric foi procurado para a publicação de diversos materiais eróticos que se tornaram clímax para a revolução sexual dos anos 60, tais como Jodelle, Pravda, Saga de Xam (este um dos livros mais raros do mundo), Phoebe Zeit-Geist, Epoxy, Valentina, Lone Sloane, Scarlet Dream, Cyber, Xiris e Kris Kool.
A lápide do túmulo de Eric Losfeld dizia "Tout ce qu'il éditait avait le souffle de la liberté." ("Tudo o que ele editou teve o suspiro da liberdade".)[carece de fontes?]